# Theodore M. Newcomb
Theodore Mead Newcomb (* 24. Juli 1903 in Rock Creek, Ashtabula County, Ohio; † 28. Dezember 1984 in Ann Arbor, Michigan) war ein US-amerikanischer Sozialpsychologe an der Universität Michigan.
Der Sohn eines Priesters besuchte die High School in Cleveland. Dann machte er einen Abschluss am Oberlin College und besuchte das Union Theological Seminary. Dort entschied er sich für die Psychologie und legte den Ph.D. an der  Columbia University 1929 ab. Die weiteren Stationen der Karriere waren Lehigh University (1929–1930), Case Western Reserve University (1930–1934), Bennington College (1934–1941) und University of Michigan (1941–1972). Er gab zeitweise die Zeitschrift Psychological Review heraus. Wichtige Einflüsse erfuhr Newcomb durch Kurt Lewin und Fritz Heider, ein wichtiger Kollege wurde Gardner Murphy.
Newcomb wurde 1956 zum Präsidenten der APA gewählt. Er war seit 1957 Mitglied der American Academy of Arts and Sciences und seit 1974 Mitglied der National Academy of Sciences.
Newcomb leitete die Bennington College Studie, die in einer Vierjahresstudie (1934–1939) das studentische Zusammenleben sozialpsychologisch intensiv erforschte. Ende der 1960er und zu Beginn der 1980er Jahre wurden neue Erhebungen zu den ehemaligen Studentinnen vorgenommen, um die langfristigen Wirkungen zu untersuchen, zu denen auch politische Standpunkte gehörten. Newcombs Gebiet waren die Wirkungen von Nähe und Bekanntschaft auf das Zusammenleben, die Anziehung und das Schließen von Freundschaften. Dazu gehört seine Balancetheorie.

## Schriften
- Joseph E. McGrath, Duane F. Alwin, Ronald L. Cohen, Theodore M. Newcomb: Political Attitudes over the Lifespan: The Bennington Women after Fifty Years. In: Political Psychology. Band 15, Nr. 3, September 1994, S. 595, doi:10.2307/3791578.
- The Love of Ideas. Autobiographical statement (1980)
- mit Ralph H. Turner, Philip E. Converse: Social Psychology: The Study of Human Interaction (1965), ND 2017 ISBN 978-1138854888
- Persistence and change: Bennington College and its Students After 25 Years (1967)
- Social Psychology (1950, deutsch 1959)
- Personality and social change: Attitude Formation in a Student Community. (1943), ND 2012 ISBN 978-1258368470
- Experimental Social Psychology (1939)